# Kanton Vielle-Aure
Vielle-Aure is een voormalig kanton van het Franse departement Hautes-Pyrénées. Het kanton maakte deel uit van het arrondissement Bagnères-de-Bigorre. Het werd opgeheven bij decreet van 25 februari 2014, met uitwerking op 22 maart 2015. Alle gemeenten werden opgenomen in het nieuwe kanton Neste, Aure et Louron.

## Gemeenten
Het kanton Vielle-Aure omvatte de volgende gemeenten:
- Aragnouet
- Azet
- Bourisp
- Cadeilhan-Trachère
- Camparan
- Ens
- Estensan
- Grailhen
- Guchan
- Sailhan
- Saint-Lary-Soulan
- Tramezaïgues
- Vielle-Aure (hoofdplaats)
- Vignec